# Alexandre Spitzmüller
Alexandre Spitzmüller est un compositeur autrichien, né le 22 février 1894 et mort le 12 novembre 1962. Il a fait partie, dans les années 1930, de l'École de Paris aux côtés de Bohuslav Martinů, Alexandre Tansman, Alexandre Tcherepnine, Igor Markevitch, Marcel Mihalovici, Conrad Beck et Tibor Harsányi.

## Œuvres
- Divertimento breve pour deux violons, alto, basson et piano, op. 6 ;
- Prélude et double fugue, op. 7 ;
- Concerto pour deux pianos, op. 39 ;
- Symphonie pour archets, op. 41 ;